# Герб Прилук
Герб Прилук – символ місцевого самоврядування міста Прилуки Чернігівської області,  затверджений 1994 року рішенням 19 сесії міської ради 23 скликання. Опис: у синьому полі золота бичача голова зліва в праву сторону золотою кривою шаблею пронизана так, що кінець шаблі навскіс у правому вусі стирчить.

## Історія

### Польсько-козацька доба
Походження герба однозначно встановити не можна.
Згідно з поширеною версією герб є частиною герба дружини власника Прилук князя Михайла Вишневецького Раїни Могилянки, яка, будучи донькою Молдавського господаря Ієремії Могили, використовувала як власний герб герб молдавського князівства із головою бика.
Згідно з іншою версією, герб міста походить від шляхетського герба «Помян». Можливо, намісник князя Михайла Вишневецького у місті мав такий герб і скріплював ним міські документи. З часом зображення печатки стало трактуватися як міський герб.
Твердження, що герб був наданий князям Вишневецьким королем Сігізмундом III у 1582, — помилка. Ця інформація стосується правобережної Прилуки Брацлавського воєводства, і герб цій Прилуці король надав не князям Вишневецьким, а князям Збаразьким, які до лівобережної Прилуки не мали ніякого відношення. Точна дата надання герба лівобережній Прилуці невідома, але це сталося не раніше 1592, коли князь Олександр Вишневецький на «Прилуцькому городищі» слободу почав ставити.
Перше зображення герба Прилук знаходиться на міській печатці. Печатка 1685 р. кругла, діаметром 30 мм, у центрі — зображення голови бика, яку перетинає меч. Меч незвичайний, на його лезі бачимо спеціальне перехрестя для зламу холодної зброї. Подібна зброя була поширена у XV–XVI ст. серед ландскнехтів і у XVII ст. на Лівобережжі не вживалась. Очевидно, це архаїчне зображення меча перейшло з печатки XVI ст., таким чином у першої модифікації герба голову бика перетинав меч. Справа наліво по колу іде напис: «+ копія міста прїилукі».
Печатка 1730 р., кругла, діаметр 36 мм, у центрі — зображення голови бика, яку перетинає шабля; по колу іде напис: *копія міста прилуки *. Зовнішнє коло прикрашене широким бордюром зі стилізованого рослинного орнаменту. Як бачимо, тут вперше з'являється шабля, яка остаточно була закріплена у гербі міста імператорським указом 1782 р.

### Імперська доба
Герб затверджений Катериною I I 1782. Уніфікований 1857, існував до 1917.
Проєкт Б. Кене — розроблено 26.01.1865. В синьому полі золота з червоними очима, язиком та рогами, голова бика, пронизана срібним дугоподібним, із золотим руків'ям, мечем. У вільній частині герб Полтавської губернії. Щит увінчаний срібною міською короною з трьома вежками і обрамований двома золотими колосками, оповитими Олександрівською стрічкою.

### Радянський період
Герб радянського періоду — затверджений у 1984 р. Щит розп'ятий червоним і лазуровим. У середині — коло, утворений двома золотими колосками і чорної половиною шестерні, в який вписано чорну нафтову вежу на срібному тлі. У главі золотого картуша — назва міста чорним кольором, в його базі — серп і молот. Автор — А. Риженко.

### Галерея

Шляхетський герб Петра Могили
Шляхетський герб Помян
Герб міста (XVI-XVII ст.)
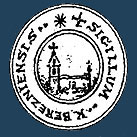
Герб міста на міській печатці 1730 року
Герб міста (1782-1920)
Герб міста (проект Кене)
Герб міста (1984-2004)
Герб міста (від 1994)

## Трактування символіки
Голова бика на гербі Прилук вказує на те, що на Прилуччині ще за давніх часів було розвинуте тваринництво. Так, 1698 піддячому з м. Козельця Івану Петрову лише в Прилуках вдалося закупити в потрібній кількості буйволових та волячих рогів. Не випадково на гербі міста бичача голова розміщена на блакитному фоні. Як відомо з геральдики, блакитний колір означає достаток. Проткнута шаблею голова бика - це ще й символ боротьби й перемог - натяк на польські герби.